# Christian Wohlwend
Christian Andrea Wohlwend (* 4. Januar 1977 in Montréal, Québec) ist ein kanadisch-schweizerischer Eishockeytrainer und ehemaliger -spieler, der seit November 2024 Cheftrainer des EHC Olten ist.

## Spielerlaufbahn
Wohlwend absolvierte für den SC Rapperswil-Jona und die Kloten Flyers in der Saison 1996/97 beziehungsweise 1999/2000 insgesamt 47 Einsätze in der National League A (NLA). Er spielte im Laufe seiner Karriere zudem für den HC Thurgau, den Grasshopper Club Zürich und den EHC Chur in der zweiten Schweizer Liga, National League B (NLB). In den Altersklassen U18 und U20 wurde er in die Schweizer Nationalmannschaften berufen.

## Trainerlaufbahn

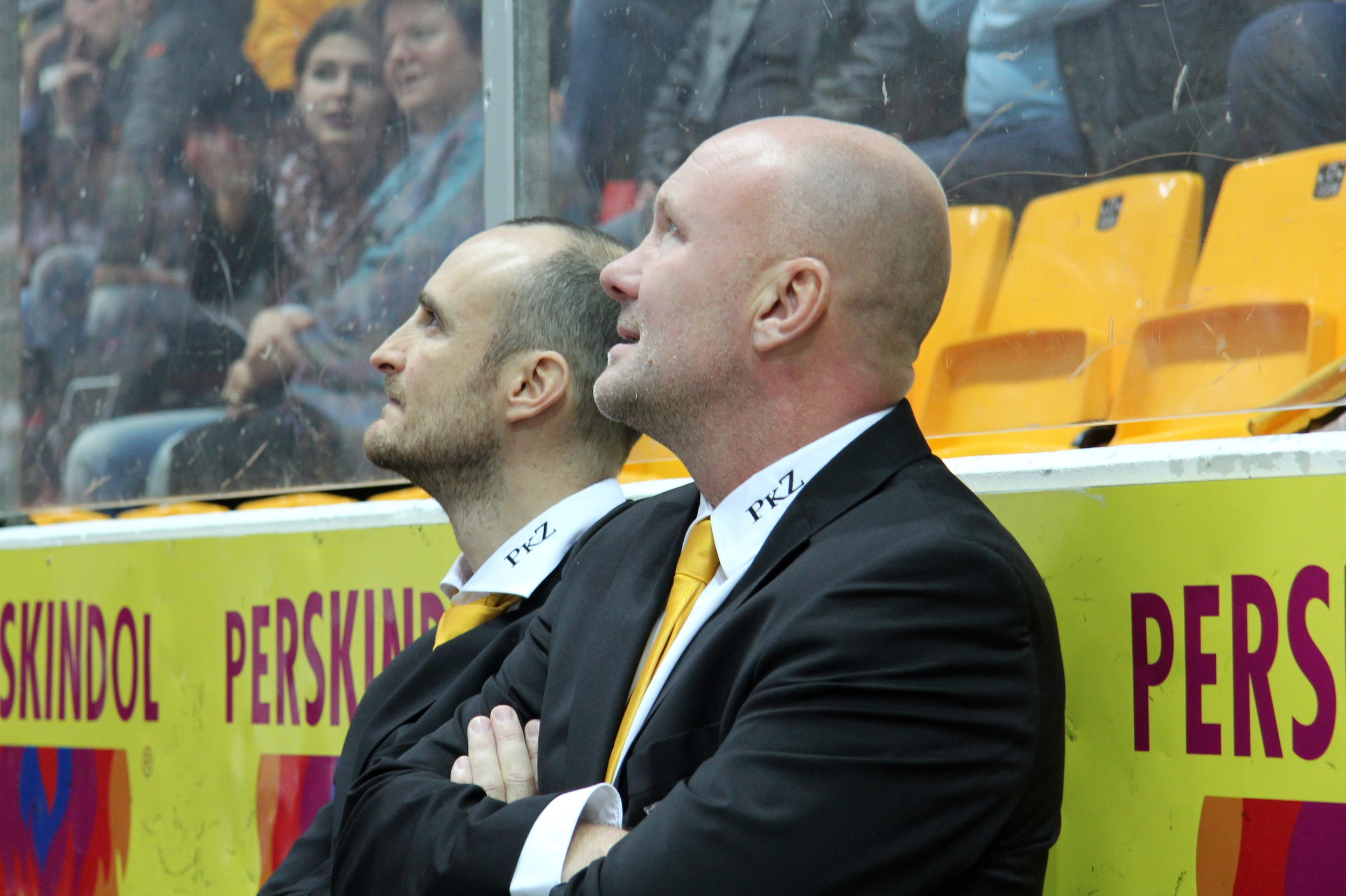
Christian Wohlwend (li.) und Peter Andersson (Oktober 2014)

Er begann seine Trainerkarriere in der Jugendabteilung des HC Thurgau, ehe er ab 2007 als Cheftrainer zwei Jahre beim EHC Wallisellen in der zweiten Liga (vierthöchste Schweizer Spielklasse) und anschließend vier Jahre beim EHC Bülach in der ersten Liga arbeitete (dritthöchste Schweizer Spielklasse). Im Jahr 2013 wechselte Wohlwend zum HC Lugano und amtete dort als Jugendtrainer sowie Assistenzcoach in der NLA-Mannschaft. Während der Saison 2015/16 übernahm er nach der Entlassung Patrick Fischers im Oktober 2015 übergangsweise das Amt des Cheftrainers, ehe Doug Shedden verpflichtet wurde. Bei mehreren Turnieren gehörte Wohlwend zum Trainerstab der Schweizer U19- und U20-Nationalmannschaft (bei der U20 als Co-Trainer, bei der U19 teils auch als Cheftrainer).
Zur Saison 2016/17 wurde er vom NLB-Verein HC Thurgau als Cheftrainer eingestellt, allerdings wurde die Vereinbarung noch im Frühsommer 2016 gelöst. Wohlwend wurde im Juni 2016 als neuer Cheftrainer der Schweizer U20-Nationalmannschaft vorgestellt, zuvor hatte es eine «einvernehmliche Lösung» mit HC Thurgau gegeben. Neben seiner Aufgabe als Cheftrainer der U20-«Nati» war er ebenfalls Assistenztrainer der A-Nationalmannschaft. Im April 2019 wurde er als neuer Trainer des HC Davos vorgestellt. Zum Saisonende 2022/23 wäre sein Vertrag mit dem HCD ausgelaufen, jedoch entschied sich das Management des Clubs im Januar 2023, das Anstellungsverhältnis vorzeitig zu beenden.
Im Sommer 2023 wurde er als neuer Trainer des HC Ajoie vorgestellt. Im Oktober 2024 wurde Wohlwend vom HC Ajoie gekündigt, nachdem die Mannschaft unter seiner Leitung von 13 Spielen 12 verloren hatte.

## Erfolge und Auszeichnungen
- 2018 Silbermedaille bei der Weltmeisterschaft (als Assistenztrainer)